# 柳娥羅
柳娥羅（1992年9月26日—），韓國女歌手及演員，Hello Venus的前成員，隊內擔任第一任隊長、主唱，已於2014年7月31日退出組合。

## 簡歷
柳娥羅在2009年Pledis娛樂的「尋找 After School 第九名成員」的活動中獲得第一名。2011年參與了Happy Pledis的慈善專輯演唱，出道前已先展現實力唱腔。2012年5月10日柳娥羅加入由Pledis娛樂與Fantagio共同合作透過Tricell Media經營的女子團體Hello Venus出道，Pledis娛樂提到柳娥羅不僅有精湛的唱功、演技，也會日語，所以被選為Hello Venus的隊長。
2014年7月31日由於Pledis娛樂以及Fantagio通過Tricell Media一起進行的Hello Venus企劃已結束，雙方公司協議終止此項計劃。柳娥羅也因此退團回到原來的所屬經紀公司Pledis娛樂。2014年11月柳娥羅離開Pledis娛樂與Urbanworks娛樂簽約，並以演員身分回歸她的演藝生涯。

## 電視劇
- 2012年：MBC《媽媽是什麼》 飾演 柳娥羅
- 2013年：MBC《黃金彩虹》 飾演 女秘書
- 2015年：tvN《Super Daddy 烈》 飾演 國家代表隊游泳選手
- 2015年：MBC every1 網路劇《戀禁術師》 飾演 柳珍雅[4]

## 音樂劇
- 2015年：《擁抱太陽的月亮》 飾演 煙雨 [5]

## 音樂錄影帶
- 2011年： Love Letter (Pledis Artist)
- 2014年： Dduraeyo (Baechigi)
- 2015年： December 24 (K-MUCH)
- 2015年： 魚缸裡的魚 (K-MUCH)

## 音樂作品
音樂共同作品的部分詳見Hello Venus

## 演唱會
- YooAra 1st Fan Meeting

| 日期           | 演唱會站次 | 舉行地點                         |
| 2014年12月20日 | 首爾站     | 鐘路區 Multipurpose Art Hall EMU |

## 外部連結
- 柳娥羅的Instagram帳戶